# Bourletiellidae
Bourletiellidae is een familie van springstaarten en telt 245 beschreven soorten.

## Taxonomie
- Geslacht A n.t.b. (1 soort)
- Geslacht Acutoempodialis (1 soort)
- Geslacht Adisianus (3 soorten)
- Geslacht Anarmatus (5 soorten)
- Geslacht Aneuempodialis (2 soorten)
- Geslacht Anjavidiella (5 soorten)
- Geslacht Arlesminthurus (3 soorten)
- Geslacht B n.t.b. (1 soort)
- Geslacht Bourletides (1 soort)
- Geslacht Bourletiella (33 soorten)
- Geslacht Bourletiellitas (1 soort)
- Geslacht Bovicornia (7 soorten)
- Geslacht Cassagnaudiella (9 soorten)
- Geslacht Corynephoria (7 soorten)
- Geslacht Cyprania (2 soorten)
- Geslacht Deuterosminthurus (30 soorten)
- Geslacht Diksamella (1 soort)
- Geslacht Ellisiella (1 soort)
- Geslacht Fasciosminthurus (28 soorten)
- Geslacht Heterosminthurus (26 soorten)
- Geslacht Kaszabellina (3 soorten)
- Geslacht Koupelia (1 soort)
- Geslacht Madecassiella (1 soort)
- Geslacht Massoudia (1 soort)
- Geslacht Nasosminthurus (4 soorten)
- Geslacht Navarrella (1 soort)
- Geslacht Orenius (2 soorten)
- Geslacht Parabourletiella (1 soort)
- Geslacht Paulianitas (1 soort)
- Geslacht Prorastriopes (31 soorten)
- Geslacht Pseudobourletiella (1 soort)
- Geslacht Rastriopes (15 soorten)
- Geslacht Sanaaiella (5 soorten)
- Geslacht Stenognathriopes (Stenognathriopes) (6 soorten)
- Geslacht Stenognathriopes (Tenentiella) (1 soort)
- Geslacht Stenognathriopes (7 soorten)
- Geslacht Tritosminthurus (1 soort)
- Geslacht Vatomadiella (3 soorten)

## In Nederland waargenomen soorten
- Genus: Bourletiella
  - Bourletiella arvalis
  - Bourletiella hortensis
  - Bourletiella pistillum
  - Bourletiella radula
  - Bourletiella viridescens
- Genus: Cassagnaudiella
  - Cassagnaudiella pruinosa
- Genus: Deuterosminthurus
  - Deuterosminthurus bicinctus
  - Deuterosminthurus pallipes
  - Deuterosminthurus sulphureus
- Genus: Fasciosminthurus
  - Fasciosminthurus quinquefasciatus
- Genus: Heterosminthurus
  - Heterosminthurus bilineatus
  - Heterosminthurus claviger
  - Heterosminthurus insignis
  - Heterosminthurus novemlineatus